# Cale (navire)
Pour les articles homonymes, voir Cale.

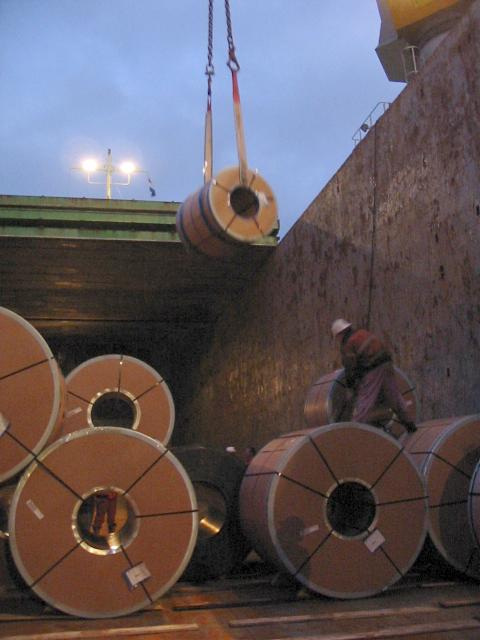
Chargement de bobines de papier dans une cale.

La cale d'un navire est l'espace où sont entreposées les marchandises, le produit de la pêche ou autres entités transportées (lest). Elle se situe sous le pont et est recouverte par un panneau de cale s'appuyant sur des hiloires.

## Description
Sur les navires à plusieurs ponts, la cale est l'espace compris entre le faux pont le plus bas et le plafond de ballast ; les autres volumes, au-dessus, sont appelés entreponts.

Schéma espaces cargaison

On appelle également cale machine le fond de la salle des machines.
De ce mot sont dérivées deux expressions de l'époque de la marine à voile :
- « être à fond de cale » pour désigner un marin puni,
- le supplice de la cale : suspendu à bout de vergue, le supplicié était plongé plusieurs fois dans la mer.

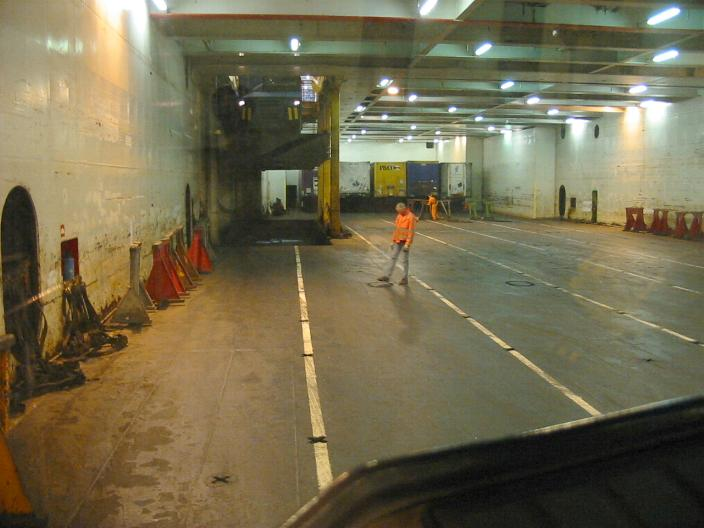
Cale d'un roulier.
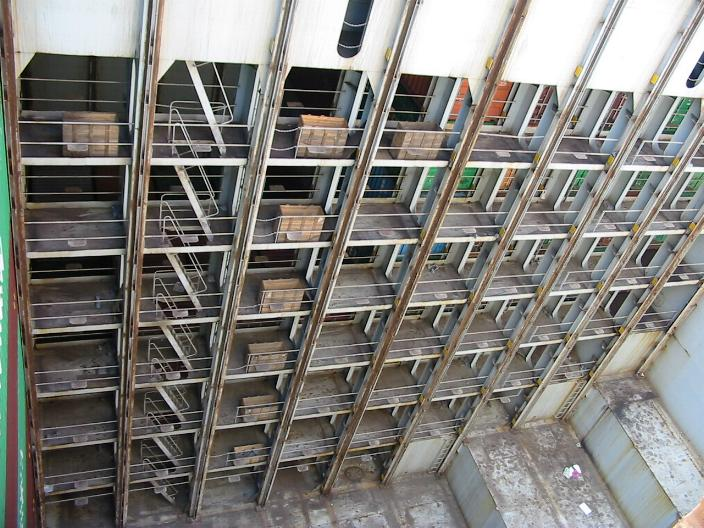
Cale d'un porte-conteneurs
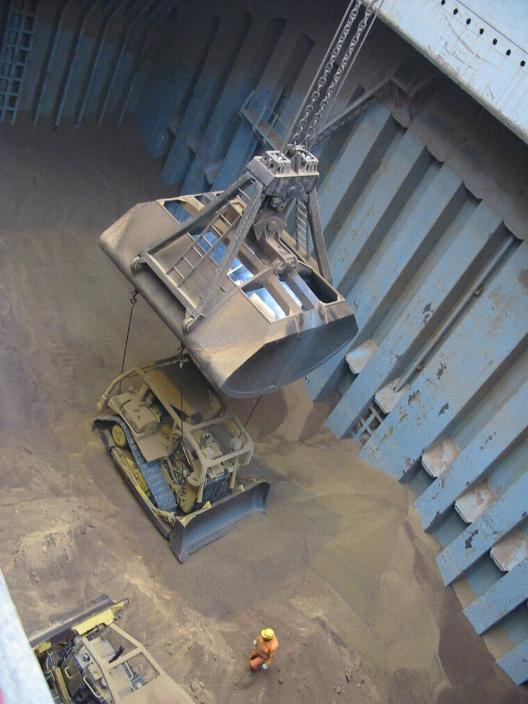
Chargement d'un chouleur dans la cale d'un vraquier.
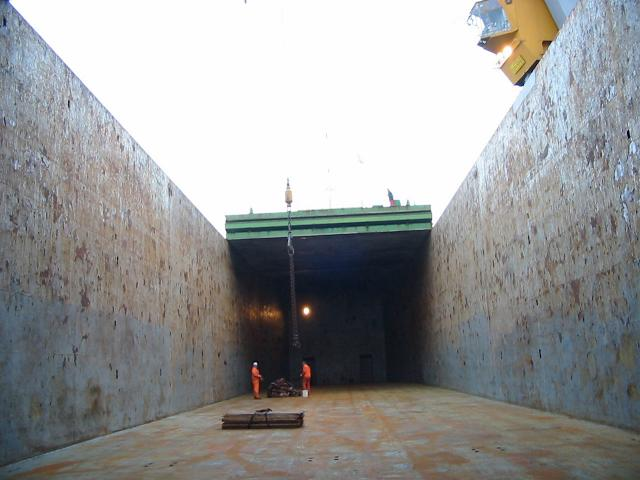
Cale d'un cargo polyvalent côtier.
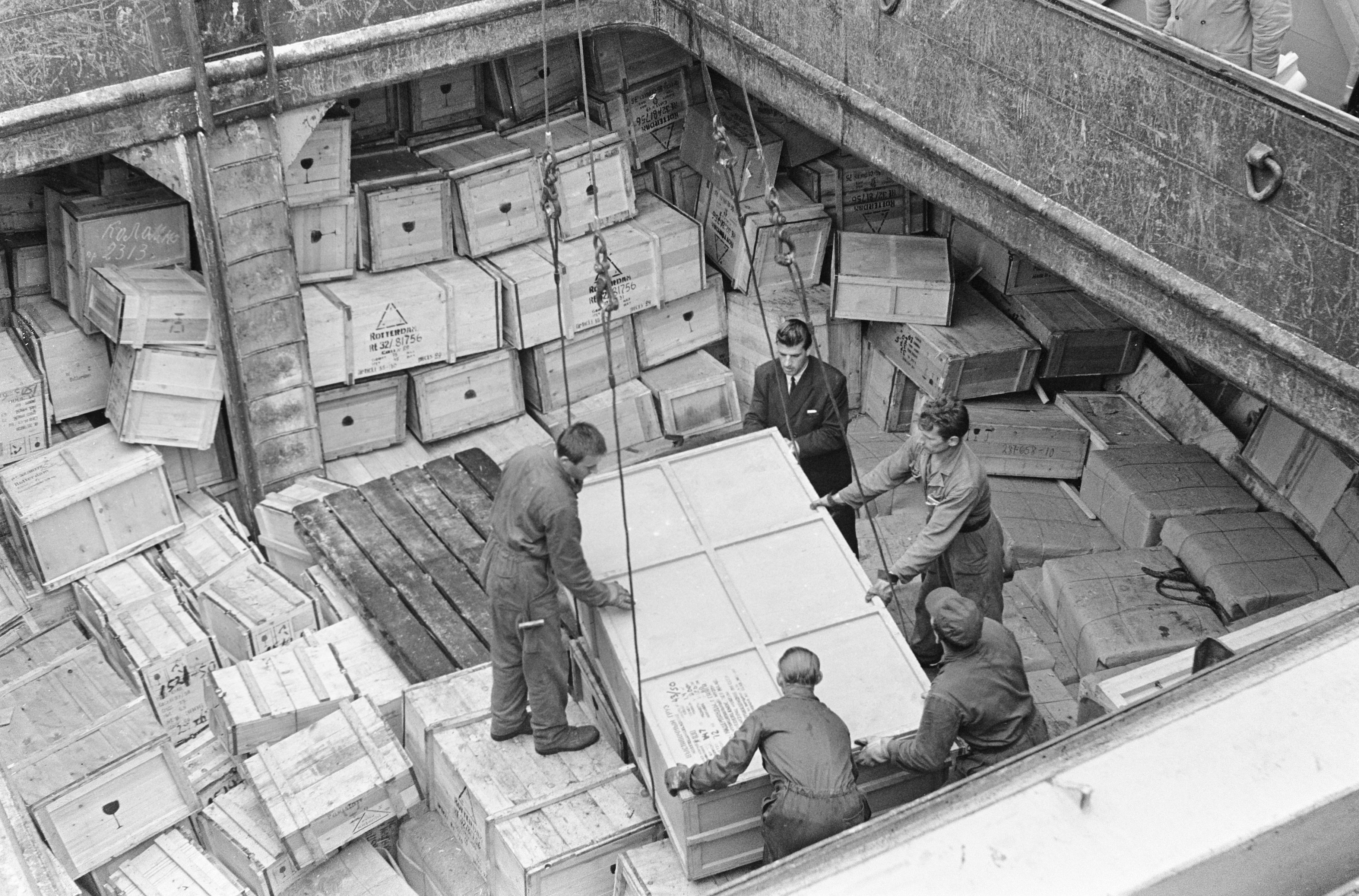
Caisses d'une exposition artistique russe, 1966.
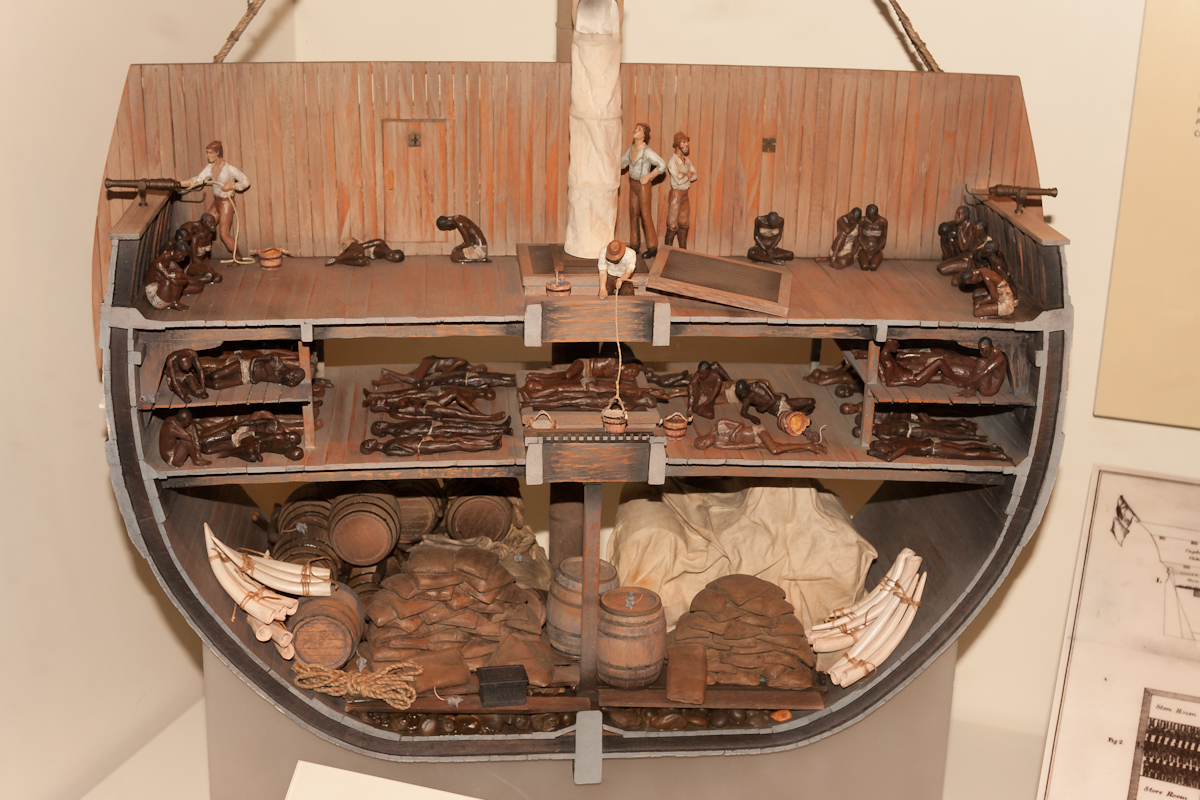
Cale d'un navire négrier.